# Kirby-Siebenmann-Invariante
Die Kirby-Siebenmann-Invariante ist im mathematischen Teilgebiet der Differentialtopologie eine Kohomologieklasse, welche die Obstruktion für die Existenz einer stückweise linearen Struktur oder kurz PL-Struktur (englisch piecewise linear) auf einer topologischen Mannigfaltigkeit darstellt. Bei der weiterführenden Frage nach Obstruktionen für die Existenz einer glatten Struktur auf einer stückweise linearen Mannigfaltigkeit oder kurz PL-Mannigfaltigkeit sind dagegen Kohomologieklassen mit Koeffizienten in den Kervaire-Milnor-Gruppen entscheidend, was weitaus komplizierter ist. Benannt wurde die Kirby-Siebenmann-Invariante nach dem US-amerikanischen Mathematiker Robion Kirby und dem kanadischen Mathematiker Laurent Siebenmann, welche diese im Jahr 1977 eingeführt haben.

## Definition
Es seien jeweils {\displaystyle \operatorname {Top} _{n}} die topologische Gruppe der Homöomorphismen und {\displaystyle \operatorname {PL} _{n}} die topologische Gruppe der PL-Homöomorphismen des euklidischen Raumes {\displaystyle \mathbb {R} ^{n}}. Über den induktiven Limes ergeben sich daraus jeweils Gruppen {\displaystyle \operatorname {Top} } und {\displaystyle \operatorname {PL} }, deren klassifizierende Räume gebildet werden können. Für eine topologische Mannigfaltigkeit {\displaystyle X} ist ihr Tangentialbündel {\displaystyle TX} ebenfalls eine topologische Mannigfaltigkeit, welche durch eine stetige Abbildung {\displaystyle X\rightarrow \operatorname {BTop} } klassifiziert wird. Analog gilt dies für eine PL-Mannigfaltigkeit mit einer stetigen Abbildung {\displaystyle X\rightarrow \operatorname {BPL} }. Dabei drückt die kanonische Einbettung {\displaystyle \operatorname {BPL} \hookrightarrow \operatorname {BTop} } aus, dass jede PL-Mannigfaltigkeit eine topologische Mannigfaltigkeit ist.
Nun hat die Faktorgruppe {\displaystyle \operatorname {Top} /\operatorname {PL} } nur eine einzige nichttriviale Homotopiegruppe:
{\displaystyle \pi _{3}\left(\operatorname {Top} /\operatorname {PL} \right)\cong \mathbb {Z} _{2}}
und ist daher ein Modell für den Eilenberg-MacLane-Raum {\displaystyle K(\mathbb {Z} _{2},3)}. Da der klassifizierende Raum die Homotopiegruppe verschiebt, hat die Faktorgruppe {\displaystyle \operatorname {BTop} /\operatorname {BPL} } ebenfalls nur eine einzige nichttriviale Homotopiegruppe:
{\displaystyle \pi _{4}\left(\operatorname {BTop} /\operatorname {BPL} \right)\cong \mathbb {Z} _{2}}
und ist daher ein Modell für den Eilenberg-MacLane-Raum {\displaystyle K(\mathbb {Z} _{2},4)}. Diese klassifizieren singuläre Kohomologie, wodurch sich für eine topologische Mannigfaltigkeit {\displaystyle X} folgende kurze exakte Sequenz ergibt:
{\displaystyle [X,\operatorname {BPL} ]\rightarrow [X,\operatorname {BTop} ]\rightarrow [X,\operatorname {BPL} /\operatorname {BTop} ]\cong [X,K(\mathbb {Z} _{2},4)]\cong H^{4}(X,\mathbb {Z} _{2}).}
{\displaystyle X} besitzt genau dann eine PL-Struktur, wenn die Homotopieklasse ihrer klassifizierenden Abbildung {\displaystyle X\rightarrow \operatorname {BTop} } sich durch Einschränkung ergibt, also im Bild der vorderen Abbildung dieser Sequenz liegt. Wegen deren Exaktheit ist dies äquivalent dazu, dass die hintere Abbildung diese klassifizierende Abbildung auf die triviale Kohomologieklasse abbildet. Das ist genau die Kirby-Siebenmann-Invariante, welche topologische Strukturen auf Kohomologieklassen abbildet. Dabei wird die zugeordnete Kohomologieklasse auch Kirby-Siebenmann-Klasse genannt.